# 알람 (팔레스타인)

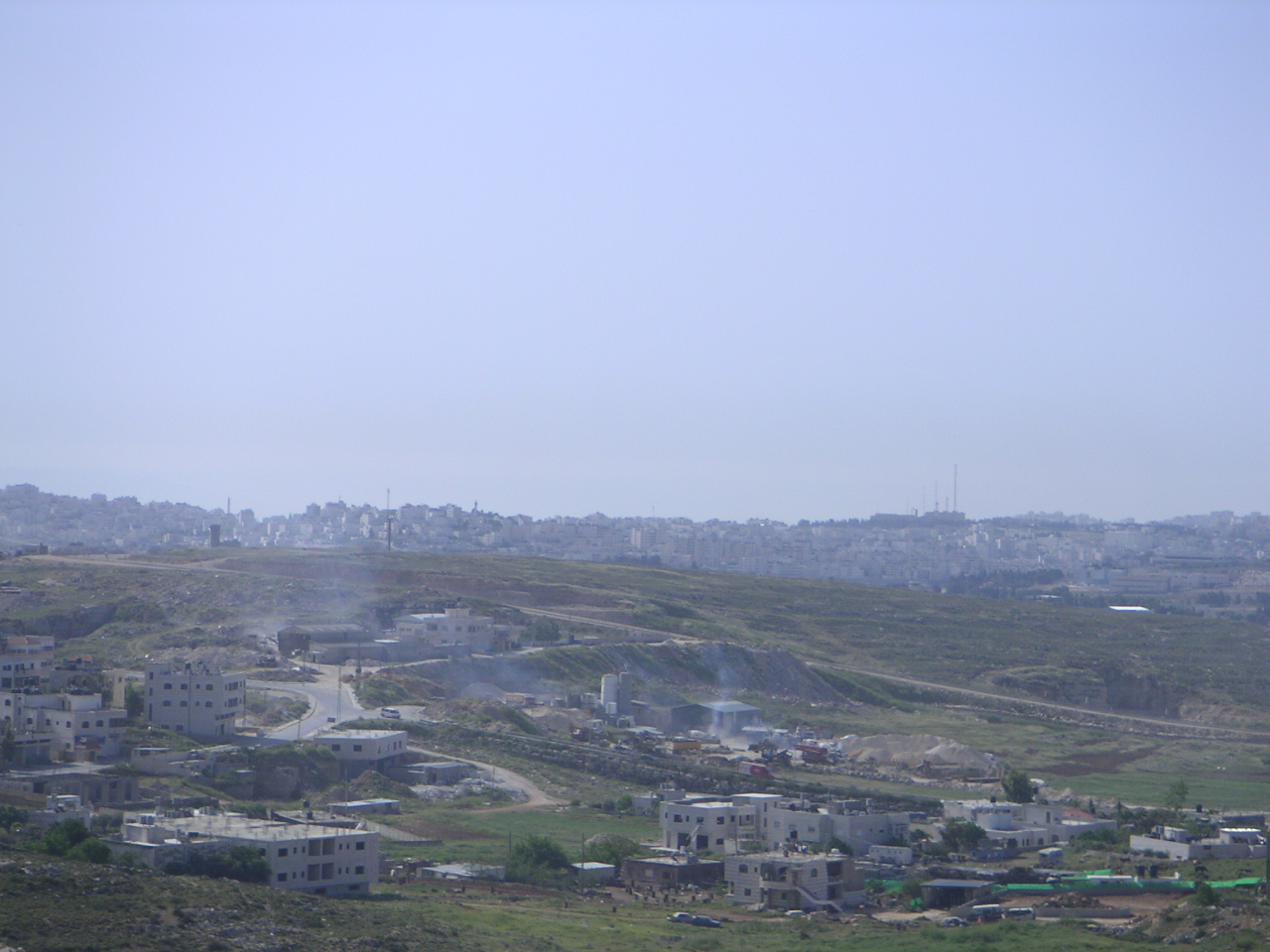
알람 시가지

알람(아랍어: الرّام)은 팔레스타인 요르단강 서안 지구에 위치한 도시로 면적은 3.3km2, 인구는 25,595명(2006년 기준)이다. 예루살렘의 북동쪽에 위치하며 행정 구역상으로는 예루살렘주에 속한다.
고대에 작성된 성경, 중세 시대에 예루살렘 원정에 나섰던 십자군의 문헌에 등장할 정도로 오랜 역사를 갖고 있으며 1161년에 마을이 형성되었다.

## 같이 보기
- 라말라